# Chrysopilus arcticus
Chrysopilus arcticus är en tvåvingeart som först beskrevs av Frey 1918.  Chrysopilus arcticus ingår i släktet Chrysopilus och familjen snäppflugor. Inga underarter finns listade i Catalogue of Life.